# 大罗讷河

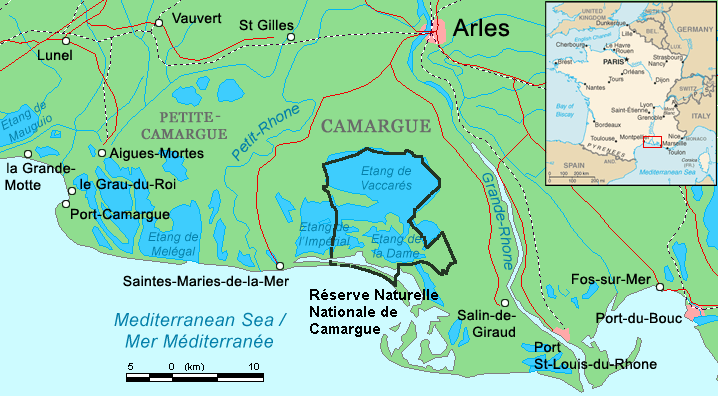
卡马格地图，东部为大罗讷河

大罗讷河（法語：Grand-Rhône，法語發音：[ɡʁɑ̃ ʁon]）是法国普罗旺斯-阿尔卑斯-蔚蓝海岸大区的河流，是罗讷河在其位于阿尔勒的河口附近的分支之一，构成了卡马格地区及罗讷河三角洲的东部边界。